# San Jorge, Nuevo León
San Jorge är en ort i Mexiko.   Den ligger i kommunen Galeana och delstaten Nuevo León, i den centrala delen av landet, 600 km norr om huvudstaden Mexico City. San Jorge ligger 1 895 meter över havet och antalet invånare är 108.
Terrängen runt San Jorge är varierad. Runt San Jorge är det mycket glesbefolkat, med 5 invånare per kvadratkilometer. Närmaste större samhälle är Refugio de los Ibarra, 17,6 km sydost om San Jorge. Omgivningarna runt San Jorge är i huvudsak ett öppet busklandskap.